# Городской театр (Рейкьявик)
Городской театр Рейкьявика (исл. Borgarleikhúsið) — драматический театр в городе Рейкьявик, в Исландии. Открыт 20 октября 1989 года в новом здании рядом с торговым центром Кринглан.

## Общие сведения
Основанное в 1897 году Рейкьявикское театральное общество в течение девяноста лет занимало небольшое здание — Дом промышленных рабочих («Идноу»), построенное Союзом промышленных рабочих Рейкьявика (Iðnaðarmannafélag Reykjavíkur), в центре города, на берегу озера Тьёднин. С 1953 года компания начала собирать средства на возведение нового здания для театра. Актёры собирали их с доходов, полученных ими во время вечерних спектаклей и представлений. Работы по закладке фундамента городского театра были начаты в 1976 году мэром Рейкьявика Биргиром Ислейфуром Гуннарссоном. До 1980 года строительство продвигалось медленно. Затем труппа получила статус муниципальной, и город усилил финансирование проекта. Театр планировали открыть к двухсотлетию города Рейкьявика в 1986 году. Мэр Давид Оддссон заложил краеугольный камень здания. К 11 января 1986 года были завершены главные строительные работы и началась отделка. 5 сентября 1989 года состоялся официальный переезд театральной труппы из старого здания. 20 октября новый театр был торжественно открыт для зрителей спектаклями по двум пьесам Харальда Лакснесса. Стоимость строительства составила 1,5 миллиарда исландских крон.
В театре три сцены. Зал с основной сценой вмещает до 560 зрителей. Зал с малой сценой рассчитан на 240 мест. Амфитеатр на 220 мест. И театральное кафе на 120 мест. Труппа театра состоит из 200 человек. Театральный сезон ежегодно длится с сентября по июнь. В год спектакли и концерты в театре посещают 150 000 — 220 000 человек. Театр получает финансовую поддержку из средств города. Городской театр Рейкьявика сотрудничает с иностранными театральными и концертными компаниями, например, такими как Барбикэн-Центр в Лондоне.